# Sky's The Limit (音楽グループ)
Sky's The Limit（スカイズ・ザ・リミット）は、沖縄県在住の男性4人組ボーカル・グループ。所属レーベルはソニー・ミュージックアソシエイテッドレコーズ。

## 来歴
2013年、沖縄テレビにて放送されたオーディション番組「X FACTOR OKINAWA JAPAN」に、メンバー4人はそれぞれソロ・シンガーとして挑んだものの、全員が落選。しかし、同番組で審査員を務めていた音楽プロデューサーの松尾潔の目に留まり、番組内で結成。2014年3月22日、同番組のグランド・ファイナルにて初代グランプリに選出。同年12月7日、初のインディーズ・アルバム「Naked」リリース。2016年8月24日、Kのカバー曲「Only Human」でメジャー・デビュー。2018年4月5日、5月のツアーを最後に解散することを発表し、5月6日に沖縄・ミュージックタウン音市場で行われたライブをもって解散した。

## メンバー
- 前田秀幸 1985年11月7日生まれ 沖縄県出身
- 若江爵紀 1986年11月1日生まれ 大阪府出身
- 大城貴史 1992年2月3日生まれ 沖縄県出身
- 山本卓司 1993年3月5日生まれ 大阪府出身

## 作品

### インディーズ
- Naked（2014年12月7日）
- We Don't Stop!!（2015年10月14日）

### メジャー
- Only Human（2016年8月24日）
- You Got The Power!!（2017年3月8日）
- Mellow but Funky（2017年11月8日）